# Нача (притока Лані)
Нача — річка в Білорусі в Ляховицькому й Клецькому районах Берестейської й Мінської областей. Права притока річки Лані (басейн Прип'яті).

## Опис
Довжина річки 42 км, похил річки 0,8 м/км, площа басейну водозбору 360 км², середньорічний стік 2 м³/с. Формується притоками та безіменними струмками.

## Розташування
Бере початок на заході від села Конюхі. Тече переважно на південний схід і на східній стороні від села Ляховщини впадає в річку Лань, ліву притоку річки Прип'яті.